# Ken Norton
Kenneth "Ken" Howard Norton Sr. (Jacksonville, 9 de agosto de 1943 — Arizona, 18 de setembro de 2013) foi um pugilista estadunidense.

## Carreira
Ex-fuzileiro naval dos Estados Unidos, ficou famoso em 1973, quando derrotou Muhammad Ali por pontos, numa luta de 12 rounds onde, no décimo segundo round, consegue fraturar o maxilar de Ali com um cruzado de esquerda. Seis meses depois, Ali o derrotaria, em decisão controversa. Em 1978, foi declarado campeão do Conselho Mundial de Boxe, porém, em sua primeira luta como tal, foi derrotado por Larry Holmes. É membro do International Boxing Hall of Fame. Um de seus filhos, Ken Norton Jr, foi jogador da NFL.